# Albert Taillandier
Albert Philippe Taillandier (8 de fevereiro de 1879 — data de morte desconhecido) foi um ciclista e campeão olímpico francês. Taillandier representou sua nação nos Jogos Olímpicos de Verão de 1900, em Paris, onde conquistou uma medalha de ouro na prova de velocidade.